# Khúc Ốc
Khúc Ốc (chữ Hán giản thể: 曲沃县, âm Hán Việt: Khúc Ốc huyện) là một huyện thuộc địa cấp thị Lâm Phần, tỉnh Sơn Tây, Cộng hòa Nhân dân Trung Hoa. Huyện Khúc Ốc nằm ở phía nam của Sơn Tây, có dân số 200.000 người. Huyện Khúc Ốc có nguồn mỏ sắt phong phú và là nơi có nhiều hiện vật văn vật dưới lòng đất.

## Khí hậu
| Dữ liệu khí hậu của Khúc Ốc, elevation 473 m (1.552 ft), (1991–2020 normals, extremes 1981–2010) | Dữ liệu khí hậu của Khúc Ốc, elevation 473 m (1.552 ft), (1991–2020 normals, extremes 1981–2010) | Dữ liệu khí hậu của Khúc Ốc, elevation 473 m (1.552 ft), (1991–2020 normals, extremes 1981–2010) | Dữ liệu khí hậu của Khúc Ốc, elevation 473 m (1.552 ft), (1991–2020 normals, extremes 1981–2010) | Dữ liệu khí hậu của Khúc Ốc, elevation 473 m (1.552 ft), (1991–2020 normals, extremes 1981–2010) | Dữ liệu khí hậu của Khúc Ốc, elevation 473 m (1.552 ft), (1991–2020 normals, extremes 1981–2010) | Dữ liệu khí hậu của Khúc Ốc, elevation 473 m (1.552 ft), (1991–2020 normals, extremes 1981–2010) | Dữ liệu khí hậu của Khúc Ốc, elevation 473 m (1.552 ft), (1991–2020 normals, extremes 1981–2010) | Dữ liệu khí hậu của Khúc Ốc, elevation 473 m (1.552 ft), (1991–2020 normals, extremes 1981–2010) | Dữ liệu khí hậu của Khúc Ốc, elevation 473 m (1.552 ft), (1991–2020 normals, extremes 1981–2010) | Dữ liệu khí hậu của Khúc Ốc, elevation 473 m (1.552 ft), (1991–2020 normals, extremes 1981–2010) | Dữ liệu khí hậu của Khúc Ốc, elevation 473 m (1.552 ft), (1991–2020 normals, extremes 1981–2010) | Dữ liệu khí hậu của Khúc Ốc, elevation 473 m (1.552 ft), (1991–2020 normals, extremes 1981–2010) | Dữ liệu khí hậu của Khúc Ốc, elevation 473 m (1.552 ft), (1991–2020 normals, extremes 1981–2010) |
| Tháng                                                                                            | 1                                                                                                | 2                                                                                                | 3                                                                                                | 4                                                                                                | 5                                                                                                | 6                                                                                                | 7                                                                                                | 8                                                                                                | 9                                                                                                | 10                                                                                               | 11                                                                                               | 12                                                                                               | Năm                                                                                              |
| ------------------------------------------------------------------------------------------------ | ------------------------------------------------------------------------------------------------ | ------------------------------------------------------------------------------------------------ | ------------------------------------------------------------------------------------------------ | ------------------------------------------------------------------------------------------------ | ------------------------------------------------------------------------------------------------ | ------------------------------------------------------------------------------------------------ | ------------------------------------------------------------------------------------------------ | ------------------------------------------------------------------------------------------------ | ------------------------------------------------------------------------------------------------ | ------------------------------------------------------------------------------------------------ | ------------------------------------------------------------------------------------------------ | ------------------------------------------------------------------------------------------------ | ------------------------------------------------------------------------------------------------ |
| Cao kỉ lục °C (°F)                                                                               | 14.4 (57.9)                                                                                      | 23.0 (73.4)                                                                                      | 29.0 (84.2)                                                                                      | 36.1 (97.0)                                                                                      | 38.5 (101.3)                                                                                     | 41.3 (106.3)                                                                                     | 40.8 (105.4)                                                                                     | 38.6 (101.5)                                                                                     | 39.3 (102.7)                                                                                     | 31.5 (88.7)                                                                                      | 25.5 (77.9)                                                                                      | 16.7 (62.1)                                                                                      | 41.3 (106.3)                                                                                     |
| Trung bình ngày tối đa °C (°F)                                                                   | 4.6 (40.3)                                                                                       | 9.3 (48.7)                                                                                       | 15.8 (60.4)                                                                                      | 22.6 (72.7)                                                                                      | 27.6 (81.7)                                                                                      | 32.0 (89.6)                                                                                      | 32.7 (90.9)                                                                                      | 30.8 (87.4)                                                                                      | 26.2 (79.2)                                                                                      | 20.0 (68.0)                                                                                      | 12.5 (54.5)                                                                                      | 5.8 (42.4)                                                                                       | 20.0 (68.0)                                                                                      |
| Trung bình ngày °C (°F)                                                                          | −2.1 (28.2)                                                                                      | 2.2 (36.0)                                                                                       | 8.6 (47.5)                                                                                       | 15.3 (59.5)                                                                                      | 20.5 (68.9)                                                                                      | 25.1 (77.2)                                                                                      | 26.8 (80.2)                                                                                      | 25.0 (77.0)                                                                                      | 20.0 (68.0)                                                                                      | 13.4 (56.1)                                                                                      | 5.8 (42.4)                                                                                       | −0.7 (30.7)                                                                                      | 13.3 (56.0)                                                                                      |
| Tối thiểu trung bình ngày °C (°F)                                                                | −7.1 (19.2)                                                                                      | −3.1 (26.4)                                                                                      | 2.4 (36.3)                                                                                       | 8.4 (47.1)                                                                                       | 13.5 (56.3)                                                                                      | 18.6 (65.5)                                                                                      | 21.5 (70.7)                                                                                      | 20.1 (68.2)                                                                                      | 15.0 (59.0)                                                                                      | 8.1 (46.6)                                                                                       | 0.7 (33.3)                                                                                       | −5.4 (22.3)                                                                                      | 7.7 (45.9)                                                                                       |
| Thấp kỉ lục °C (°F)                                                                              | −19.7 (−3.5)                                                                                     | −21.0 (−5.8)                                                                                     | −12.0 (10.4)                                                                                     | −4.0 (24.8)                                                                                      | 1.1 (34.0)                                                                                       | 8.5 (47.3)                                                                                       | 14.3 (57.7)                                                                                      | 11.4 (52.5)                                                                                      | 3.0 (37.4)                                                                                       | −5.3 (22.5)                                                                                      | −14.1 (6.6)                                                                                      | −22.0 (−7.6)                                                                                     | −22.0 (−7.6)                                                                                     |
| Lượng Giáng thủy trung bình mm (inches)                                                          | 7.0 (0.28)                                                                                       | 9.2 (0.36)                                                                                       | 13.9 (0.55)                                                                                      | 36.7 (1.44)                                                                                      | 42.7 (1.68)                                                                                      | 50.7 (2.00)                                                                                      | 102.6 (4.04)                                                                                     | 86.6 (3.41)                                                                                      | 71.0 (2.80)                                                                                      | 45.0 (1.77)                                                                                      | 21.1 (0.83)                                                                                      | 4.4 (0.17)                                                                                       | 490.9 (19.33)                                                                                    |
| Số ngày giáng thủy trung bình (≥ 0.1 mm)                                                         | 2.8                                                                                              | 3.4                                                                                              | 4.3                                                                                              | 5.8                                                                                              | 7.4                                                                                              | 8.0                                                                                              | 9.7                                                                                              | 9.0                                                                                              | 8.9                                                                                              | 7.2                                                                                              | 5.0                                                                                              | 2.3                                                                                              | 73.8                                                                                             |
| Số ngày tuyết rơi trung bình                                                                     | 3.6                                                                                              | 3.1                                                                                              | 0.9                                                                                              | 0.1                                                                                              | 0                                                                                                | 0                                                                                                | 0                                                                                                | 0                                                                                                | 0                                                                                                | 0                                                                                                | 1.2                                                                                              | 2.6                                                                                              | 11.5                                                                                             |
| Độ ẩm tương đối trung bình (%)                                                                   | 59                                                                                               | 57                                                                                               | 53                                                                                               | 54                                                                                               | 55                                                                                               | 56                                                                                               | 68                                                                                               | 74                                                                                               | 73                                                                                               | 72                                                                                               | 69                                                                                               | 62                                                                                               | 63                                                                                               |
| Số giờ nắng trung bình tháng                                                                     | 143.8                                                                                            | 156.8                                                                                            | 191.0                                                                                            | 219.6                                                                                            | 236.1                                                                                            | 220.3                                                                                            | 216.2                                                                                            | 199.4                                                                                            | 165.2                                                                                            | 162.4                                                                                            | 148.6                                                                                            | 145.9                                                                                            | 2.205,3                                                                                          |
| Phần trăm nắng có thể                                                                            | 46                                                                                               | 51                                                                                               | 51                                                                                               | 56                                                                                               | 54                                                                                               | 51                                                                                               | 49                                                                                               | 48                                                                                               | 45                                                                                               | 47                                                                                               | 49                                                                                               | 48                                                                                               | 50                                                                                               |
| Nguồn: China Meteorological Administration                                                       |                                                                                                  |                                                                                                  |                                                                                                  |                                                                                                  |                                                                                                  |                                                                                                  |                                                                                                  |                                                                                                  |                                                                                                  |                                                                                                  |                                                                                                  |                                                                                                  |                                                                                                  |